# Aleksandr Alekseyev
Aleksandr Vyacheslavovitch Alekseyev (en russe : Александр Вячеславович Алексеев) est un boxeur russe né le 30 avril 1981 à Tachkent en Ouzbékistan.

## Carrière
Champion d'Europe de boxe amateur en 2004 à Pula dans la catégorie poids lourds, il remporte le titre mondial à Mianyang en 2005 en plus de la médaille d'argent gagnée deux ans auparavant à Bangkok. Alekseyev passe professionnel après s'être incliné au premier tour des Jeux olympiques d'Athènes en 2004 face au cubain Odlanier Solis, futur vainqueur de la compétition. Le 4 février 2012, il s'empare de la ceinture européenne EBU des poids lourds-légers puis échoue l'année suivante contre le champion du monde IBF cubain Yoan Pablo Hernandez.